# Hubbard (Nebraska)
Hubbard é uma vila localizada no estado americano de Nebraska, no Condado de Dakota.

## Demografia
Segundo o censo americano de 2000, a sua população era de 234 habitantes.
Em 2006, foi estimada uma população de 251, um aumento de 17 (7.3%).

## Geografia
De acordo com o United States Census Bureau, a localidade tem uma área de 0,5 km², sem área coberta por água.

## Localidades na vizinhança
O diagrama seguinte representa as localidades num raio de 16 km ao redor de Hubbard.